# Francisco Javier Sáenz de Oiza

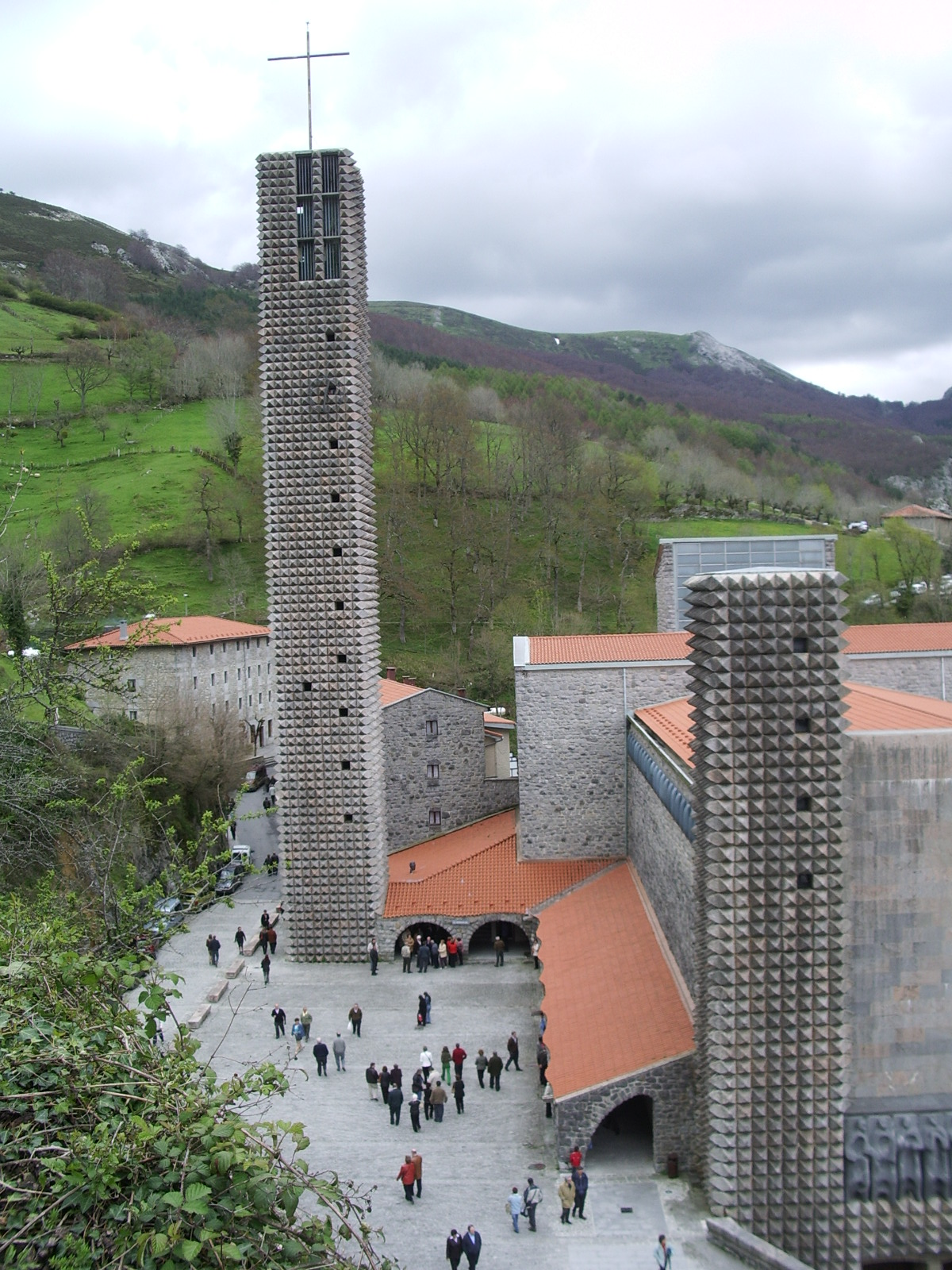
Santuario de Aránzazu, Guipúzcoa

Francisco Javier Sáenz de Oiza (Cáseda, Navarra, 12 de Outubro de 1918 — Madrid, 18 de Julho de 2000 foi um arquitecto espanhol.

## Obras principais
- Nuestra Señora de Arantzazu (1950-1954);
- Edificio Torres Blancas de Madrid (1961-1969);
- Torre del Banco de Bilbao;
- Torre-Triana
- Palacio de Festivales de Cantabria.